# Louis Armstrong
Louis Daniel Armstrong (4. srpna 1901 New Orleans – 6. července 1971 New York), známý také pod přezdívkami Pops a Satchmo (v překladu něco jako „Velká huba“) nebo Dipper, byl americký jazzový trumpetista a zpěvák. Pocházel z neworleanského jazzového prostředí, vytvořil vlastní sólový styl improvizací při hře na kornet a zpopularizoval osobitý pěvecký styl – scat. Je považován za jednoho z nejvýznamnějších jazzových umělců 20. století.

## Život

### Dětství
Narodil se v roce 1901 v černošské čtvrti v New Orleansu. Datum Armstrongova narození je však obestřeno záhadou: sám Armstrong jej uváděl na Den nezávislosti roku 1900 (4. červenec 1900), což bylo v Americe velice oblíbené datum u všech Američanů, kteří neměli rodný list. Místo 4. července 1900 se nejčastěji oficiálně uvádí 4. srpen 1901. Existují však seriózní odhady, že to bylo o několik let dříve. Údajně neexistuje jakýkoliv doklad o jeho existenci do jeho osmnácti let.[zdroj?]
Jeho otec William Armstrong se se synem i jeho matkou prakticky nestýkal. Jeho nezájem Louis těžce nesl a v dospělosti se snažil toto prázdné místo zaplnit jinými vztahy. Matka Louise nechala na vychování tchyní a sama se přestěhovala do Perdido Street, přímo do samého středu černošského Storyvillu v New Orleans. Pro Louise poslala až kolem roku 1905, aby se staral o ni, tehdy nemocnou, a o jeho tříletou sestřičku Beatrice, přezdívanou Mama Lucy. Do školy chodil jen pět let. Často musel shánět jídlo sám, jelikož jeho matka byla pryč i několik dní. Prodával noviny, dělal poslíčka prostitutkám, občas něco ukradl nebo hrál kostky. Od deseti let se cítil být hlavou rodiny. Ve dvanácti letech skončil v polepšovně pro barevné chlapce za střelbu do vzduchu z bujarosti na Silvestra. Zde se naučil hrát na kornet a stal se vedoucím ústavního dechového orchestru. Ve čtrnácti letech si ho vzal domů otec, který už měl novou rodinu se dvěma syny. Když se mu narodila ještě dcera, poslal Louise k matce. Rozvážel uhlí, živil se příležitostnou prací a hraním na pohřbech, v tančírnách a na různých oslavách. V roce 1917 založil s kamarády malou kapelu. Jeho velkým vzorem a také patronem byl Joe King Oliver, kapelník jazzové hot skupiny. Po jeho odchodu do Chicaga v roce 1918 ho Louis nahradil v orchestru Kida Oryho, který patřil k nejlepším v New Orleans. Přestal rozvážet uhlí a živil se jenom hraním. Oženil se s prostitutkou Daisy Parkerovou, ale jejich manželství vydrželo jen čtyři roky.

### Začátky kariéry
Popularita Louise Armstronga v New Orleans stoupala. Od roku 1921 hrál ve známé kapele  Tuxedo Brass Band a současně i na výletních parnících na Mississippi v orchestru Fata Marablea, kde měl stálé angažmá v letech 1919–1921. Zde se naučil číst noty. Následovala skupina Paula Domingueze a trio Shelbyho Singletona.
Od roku 1922 hrál v Chicagu, ve skupině King Oliver's Creole Jazz Band, kde se stal druhým kornetistou. S ní také v roce 1923 poprvé nahrával pro gramofonovou firmu Okeh (skladby Dippermouth Blues, Chimes Blues, Snag Rag atd.). Začátkem roku 1924 se podruhé oženil s Lilian Hardinovou, klavíristkou Oliverova orchestru. Na její popud spolu odešli do New Yorku, kde Louis přijal angažmá v orchestru Fletchera Hendersona.

### Na vrcholu slávy
V roce 1925 se vrátil do Chicaga a stal se nezávislým kapelníkem. Založil vlastní skupinu Hot Five (kornet, pozoun, klarinet, banjo, klavír), kterou o dva roky později rozšířil o tubu a bicí a dal jí název Hot Seven. Z této doby jsou novátorské studiové nahrávky s Louisovými virtuózními improvizacemi a scatovým zpěvem, které patří do jazzové klasiky: např. Heebie Jeebies, West End Blues, Weather Bird,Cornet Chop Suey, Muskrat Ramble, Come Back Sweet Papa , Oriental Strut. V letech 1928–1929 vedl proměnlivou formaci Savoy Ballroom Five. V roce 1926 přešel od kornetu k trubce.
Od roku 1930 žil Armstrong v New Yorku, hrál v jako sólista v několika velkých orchestrech, jejichž hudebními šéfy byli Carroll Dickerson, Zilmer Randolph a Luis Carl Russell. V Evropě vystoupil poprvé v roce 1932 v Londýně a v následujících třech letech hrál ve Francii, Švýcarsku, Belgii, Itálii, Holandsku a Skandinávii. Jeho popularita ho v tomto období odváděla od čistého jazzu ke komerční tvorbě, i když si stále udržoval vysoký standard. Kritiku jazzových příznivců vyvolal, když uzavřel v r. 1935 smlouvu s vlivným agentem Joem Glaserem. Jako jeden z prvních Afroameričanů hrál v celovečerních filmech (Ex-Flame z r. 1930, Umělci a modely z r. 1937 nebo Dr. Rytmus z r. 1938). V roce 1939 účinkoval v úspěšném muzikálu Swingin' The Dream na Broadway. V roce 1938 se Armstrong rozvedl s Lil Hardingovou, s níž nežil už od roku 1931. Potom se oženil s Alphou Smithovou, ale jejich manželství trvalo jen čtyři roky. V roce 1942 si vzal zpěvačku Lucille Wilsonovou a zůstali spolu až do Armstrongovy smrti.
V roce 1947 založil skupinu All Stars a začal znovu nahrávat ve stylu neworleanského jazzu. Stal se skutečnou mezinárodní hvězdou, často koncertoval po celém světě a jako kulturní vyslanec (Ambassador Satch) reprezentoval svou vlast. Po jeho boku mnoho let vystupovala i „lady jazz“ Ella Fitzgeraldová. Objevil se v řadě dalších filmů, z nichž poslední byl Hello, Dolly! v roce 1969. Za nahrávku skladby Hello, Dolly získal svou první Zlatou desku. V roce 1954 vydal autobiografii Satchmo: My Life in New Orleans, ve které vzpomíná na své dětství a jazzové začátky.
První infarkt jej postihl už v roce 1959. Říká se, že když 6. července 1971 umíral, tak se na své smrtelné posteli smál.
Byl jednou z osobností, jež předurčily hudební tvář celého století. Vyrůstal v dost primitivním prostředí, a proto věřil, že když naplno a bez zábran vyjádří to, co cítí, je to v pořádku a nemusí se nijak ospravedlňovat. V tomto přirozeném vyjadřování tkvělo jeho kouzlo osobnosti. Byl jednou z nejznámějších osobností neworleanského jazzu. Po celý svůj život zůstal věrným přívržencem raných improvizací s krátkými obdobími orchestrální swingové hudby a typickým představitelem hot-jazzu.
Někteří kritici mu vyčítali přílišnou podbízivost bělošskému obecenstvu. Jeho posunky, grimasy, široký úsměv a výstřední přehánění „černošství“ však byly především doplňky jeho představení. Armstrong byl dokonalý profesionál, takže kromě mistrovského zvládnutí hudebního nástroje musel být i showmanem, poskytujícím zábavnou podívanou. V roce 1957 ale vystoupil proti Eisenhowerově vládě během rasových nepokojů.

### Návštěva Československa
V březnu 1965 navštívil Louis Armstrong se svou skupinou All Stars na 10 dní Československo a vystoupil v pražské Lucerně. Jeho koncert moderovala dvojice Jiří Suchý a Jiří Šlitr, simultánně tlumočil Lubomír Dorůžka. Akce se stala významnou společenskou událostí, které se účastnili i známí zpěváci a hudebníci tehdejšího Československa. Tento koncert se pro mnoho jeho českých a slovenských fanoušků stal nezapomenutelným hudebním zážitkem.

## Diskografie
- Louis Armstrong Plays the Blues (Riverside 1924)
- New Orleans Jazz (Decca 1940)
- Satchmo Sings (Decca 1947)
- Satchmo at Symphony Hall [live] (Decca 1947)
- Satchmo at Symphony Hall, Vol. 2 [live] (Decca 1947)
- New Orleans Days (Decca 1950)
- Jazz Concert [live] (Decca 1950)
- New Orleans Nights (Decca 1950)
- Satchmo on Stage [live] (Decca 1950)
- Satchmo Serenades (Decca 1950)
- New Orleans to New York (Decca 1950)
- Satchmo at Pasadena [live] (Decca 1951)
- Louis Armstrong Plays W.C. Handy (Columbia / Legac 1954)
- Latter Day Louis (Decca 1954)
- Louis Armstrong Sings the Blues (RCA 1954)
- Satch Plays Fats: The Music of Fats Waller (Columbia / Legac 1955)
- Satchmo the Great [live] (Columbia 1955)
- Ambassador Satch (Columbia 1955)
- Great Chicago Concert 1956 [live] (Columbia 1956)
- American Jazz Festival at Newport [live] (Columbia 1956)
- Ella and Louis (Verve 1956)
- At Pasadena Civic Auditorium, Vol. 1 [live] (GNP 1956)
- Louis Under the Stars (Verve 1957)
- Porgy and Bess (Verve 1957)
- Louis Armstrong Meets Oscar Peterson (Verve 1957)
- Louis and the Angels (Decca 1957)
- Satchmo in Style (Decca 1959)
- Louis & the Dukes of Dixieland (Audio Fidelity 1960)
- Happy Birthday, Louis! Armstrong & His… [live] (Omega 1960)
- Paris Blues (United Artists 1960)
- Louis Armstrong and Duke Ellington (Roulette 1961)
- Armstrong/Ellington: Together for the First… (Mobile 1961)
- Together for the First Time (Mobile 1961)
- Hello, Dolly (MCA 1963)
- Satchmo [Decca] (Decca 1964)
- Louis (Mercury 1964)
- I Will Wait for You (Brunswick 1967)
- The Satchmo Way (Walt Disney 1968)
- What a Wonderful World (RCA 1970)
- Selection of Louis Armstrong De Luxe (PROMO SOUND AG 1996)
- Louis Armstrong Plays W. C. Handy (Sony Music 1997)
- Louis Armstrong Meets Oscar Peterson ([Import… Polygram 2000)
- Louis Live (Demand 2000)
- The Katanga Concert [live] (Milan 2000)
- In Concert [live] (Special Music 2001)
- What a Wonderful World [In Concert] [live] (Special Music 2001)
- Best Live Concert, Vol. 1 (Verve 2001)
- La Vie en Rose ([Import] Import 2001)
- Best Live Concert, Vol. 2 (Verve 2001)

## Zajímavosti
Poslední Armstrongova žena Lucille vyprávěla: koupila vánoční stromek a postavila ho do hotelového pokoje. Když odcházeli spát a Louis byl stále jak dítě u vytržení ze světýlek na něm, chtěla je zhasnout. „Ne, nech to svítit,“ bránil se Armstrong, „to je první vánoční stromeček, který jsem kdy měl.“ Bylo mu čtyřicet.
Má hvězdu na Hollywoodském chodníku slávy a jedna z jeho nejznámějších skladeb na trumpetu, Melancholy Blues, byla dokonce vybrána jako vzorek pozemské hudby nesený pro mimozemské civilizace na Zlaté desce Voyageru.